# Népétalactone
La népétalactone est un composé organique de la famille des terpénoïdes. C'est un monoterpène bicyclique, c'est-à-dire un composé à dix atomes de carbone dérivé de l'isoprène avec deux cycles condensés : un cyclopentane et une lactone. Il appartient à la classe des iridoïdes.
La népétalactone fut isolée pour la première fois dans la cataire végétale (Nepeta cataria), qui agit comme un appât pour chat, mais est également présente dans le bois de chèvrefeuille de Tartarie (Lonicera tatarica), dont les copeaux sont souvent utilisés dans la fabrication de jouets pour chats.
Sa structure et ses effets sont identiques à celles des valépotriates. Un certain nombre d'isomères de la népétalactone sont connus.

## Effets sur les animaux
La 4aα,7α,7aα-népétalactone est un composé actif de la cataire et a un effet caractéristique sur les chats. De 67 % à 80 % des chats sont touchés,. Cette sensibilité serait d'ordre génétique[réf. nécessaire]. Ce produit chimique interagit comme une vapeur à l'épithélium olfactif.
La népétalactone a des effets sur certains insectes : elle repousse notamment les cafards et les moustiques.